# Пространство Эйленберга — Маклейна
Пространство Эйленберга — Маклейна (или пространство типа {\displaystyle K(G,n)}) — топологическое пространство с единственной нетривиальной гомотопической группой {\displaystyle G} в размерности {\displaystyle n}.
Для заданной группы {\displaystyle G} и положительного целого числа {\displaystyle n} линейно связное топологическое пространство {\displaystyle X} называется пространством Эйленберга — Маклейна типа {\displaystyle K(G,n)}, если оно имеет {\displaystyle n}-ю гомотопическую группу {\displaystyle \pi _{n}(X)}, изоморфную {\displaystyle G}, а все остальные гомотопические группы {\displaystyle X} тривиальны. Если {\displaystyle n>1}, то необходимо предположить, что {\displaystyle G} коммутативна.
Названы в честь Сэмюэля Эйленберга и Сондерса Маклейна, которые рассматривали эти пространства в конце 1940-х годов.
При данных {\displaystyle G} и {\displaystyle n}, пример {\displaystyle K(G,n)}-пространства может быть построен поэтапно, как CW-комплекс, начиная с букета из {\displaystyle n}-мерных сфер, по одной на каждую образующую группы {\displaystyle G}, и далее добавляя клетки (возможно, бесконечное число) более высоких измерений, чтобы убить все лишние гомотопические группы, начиная с размерности {\displaystyle n+1}.

## Примеры
- Окружность {\displaystyle \mathbb {S} ^{1}} является {\displaystyle K(\mathbb {Z} ,1)} пространством.

- Бесконечномерное вещественное проективное пространство {\displaystyle \mathbb {R} \mathrm {P} ^{\infty }} является {\displaystyle K(\mathbb {Z} _{2},1)} пространством.

- Сумма букет {\displaystyle k} окружностей {\displaystyle \textstyle \bigvee _{i=1}^{k}\mathbb {S} ^{1}} это {\displaystyle K(G,1)} для {\displaystyle G} — свободная группа с {\displaystyle k} образующими.

- Дополнение к любому узлу в трёхмерной сфере {\displaystyle \mathbb {S} ^{3}} является {\displaystyle K(G,1)}-пространством; это следует из асферичности узлов — теоремы Христоса Папакириакопулоса доказанной им в 1957 году.

- Асферическое пространство — {\displaystyle K(G,1)}-пространство.

- Любое компактное связное неположительной секционной кривизны многообразие {\displaystyle M} является {\displaystyle K(\Gamma ,1)}, где {\displaystyle \Gamma =\pi _{1}(M)} является фундаментальной группой {\displaystyle M}. То же верно для локально-CAT(0)-пространств.

- Бесконечномерное комплексное проективное пространство {\displaystyle \mathbb {C} \mathrm {P} ^{\infty }} является {\displaystyle K(\mathbb {Z} ,2)}-пространством. Его кольцо когомологий {\displaystyle \mathbb {Z} [x]} а именно свободное кольцо многочленов с одной образующей {\displaystyle x} в размерности 2. Эта образующая может быть представлен в когомологиях де Рама 2-формой Фубини — Штуди.

## Свойства
- Пространство Эйленберга — Маклейна типа {\displaystyle K(G,n)} единственненно с точностью до слабой гомотопической эквивалентности.

- Произведение {\displaystyle K(G,n)}- и {\displaystyle K(H,n)}-пространств является {\displaystyle K(G\times H,n)}-пространством.

- Для {\displaystyle K(G,n)}-пространства {\displaystyle X} и произвольного CW-комплекса {\displaystyle K} для множества гомотопических классов отображений {\displaystyle K\to X} существует естественная биекция с группой когомологий {\displaystyle H^{n}(K,G)}. Это утверждение аналогично лемме Йонеды в теории категорий.

- Пространство петель пространства {\displaystyle K(G,n)} пространства является {\displaystyle K(G,n-1)}-пространством.